# Götlunda socken, Västergötland
Götlunda socken i Västergötland ingick i Vadsbo härad, ingår sedan 1971 i Skövde kommun och motsvarar från 2016 Götlunda distrikt.
Socknens areal är 45,33 kvadratkilometer varav 45,12 land. År 2000 fanns här 904 invånare.  Östra delen av tätorten Tidan samt kyrkbyn Götlunda med sockenkyrkan Götlunda kyrka ligger i socknen.

## Administrativ historik
Socknen har medeltida ursprung. 
Vid kommunreformen 1862 övergick socknens ansvar för de kyrkliga frågorna till Götlunda församling och för de borgerliga frågorna bildades Götlunda landskommun. Landskommunen uppgick 1952 i Tidans landskommun som 1971 uppgick i Skövde kommun. Församlingen utökades 2002.
1 januari 2016 inrättades distriktet Götlunda, med samma omfattning som församlingen hade 1999/2000.  
Socknen har tillhört län, fögderier, tingslag och domsagor enligt vad som beskrivs i artikeln Vadsbo härad. De indelta soldaterna tillhörde Skaraborgs regemente, Södra Vadsbo kompani och Livregementets husarer, Vadsbo skvadron, Vadsbo kompani.

## Geografi
Götlunda socken ligger sydost om Mariestad med Tidan i norr. Socknen är en odlad slättbygd med skogsmark i öster. 

## Fornlämningar
Från järnåldern finns gravfält, domarringar och stensättningar. En runsten finns vid Skattegården.

## Namnet
Namnet skrevs 1397 Götelunde och kommer från kyrkbyn. Efterleden är lund, 'skogsdunge'. Förleden kan innehålla folkslagsbeteckningen götar.